# Sadi E. Bonnet
Sadi Eduardo Bonnet fue un militar argentino, perteneciente a la Armada Argentina, que ocupó el cargo de Ministro de Transportes de la Argentina entre 1955 y 1958. Alcanzó la jerarquía de contraalmirante.

## Trayectoria
Egresó de la Promoción LXI de la Escuela Naval Militar.
Fue comandante del submarino ARA Santa Fe como teniente de navío. Sobre los submarinos escribió un informe «Plan de
Desarrollo de la Fuerza Submarina de la Armada Argentina» en 1936, recomendando el uso de éstos para ataque de oponentes.
Participó activamente de la Revolución Libertadora. Luego del golpe de 1955, se produjo por una parte la ocupación de los locales sindicales por los comandos y por otra, represión y cárcel para numerosos delegados fabriles y activistas sindicales. Luego del desplazamiento de Lonardi y al asumir a mediados de noviembre, Pedro Eugenio Aramburu lo hizo impulsando una política antiobrera que incluyó: proscripción de dirigentes sindicales peronistas; intervención de la CGT; se declararon nulas y disueltas las comisiones internas por parte del Ministerio de Trabajo; nombramiento de Interventores Militares en numerosos sindicatos; derogación de la Ley de Asociaciones Profesionales, quedando restringido el derecho de huelga.
Al momento de su designación como Ministro por el dictador Pedro Eugenio Aramburu, se encontraba retirado. Durante su gestión se dio una extensa huelga de trabajadores de astilleros en 1956. La llamada “Huelga de los Locos” hace referencia al paro protagonizado por los miembros de la Federación de Obreros en Construcciones Navales-Autónoma (FOCN) entre octubre de 1956 y noviembre de 1957, siendo la huelga más extensa de la clase obrera argentina en el siglo XX. También durante su cargo promovió el desarrollo de los Ferrocarriles Argentinos.